# Rapper’s Delight
Rapper’s Delight – piosenka zespołu Sugarhill Gang z 1979 roku. Choć pierwszym rapowym singlem był King Tim III (Personality Jock) funkowej grupy Fatback Band, to właśnie "Rapper’s Delight" jako pierwszy trafił na listy przebojów osiągając 36 miejsce listy amerykańskiej i 3 brytyjskiej. "Rapper’s Delight" ukazał się później także w PRL – na pocztówce dźwiękowej, a hiphopowy prezenter Druh Sławek przyznał, że już w 1979 roku przed wyjazdem do Australii płyta Rapper’s Delight zainspirowała go do stworzenia kilkutysięcznej kolekcji hiphopowych winyli i promocji hip-hopu w audycjach radiowych i imprezach.